# Ricatto alla mala
Ricatto alla mala (Un verano para matar) è un film del 1972, diretto da Antonio Isasi-Isasmendi.

## Trama
Ray Castor ha assistito all'assassinio del padre da parte di alcuni killer quand'era un bambino di sei anni. Diventato ventenne, il ragazzo è deciso a vendicarsi nei confronti degli uomini che l'hanno fatto divenire orfano. Tre dei quattro uomini vengono quindi eliminati. Il primo si trova a New York e viene ucciso affiancando in motocicletta la sua auto nel traffico stradale, mentre è seduto nel retro e pianifica alcuni loschi affari con un assistente; il secondo a Roma mentre viaggia in metropolitana, con un colpo secco di pistola davanti a moltissima gente; il terzo con un proiettile nelle costole al chiaro di luna durante un incontro galante. Il quarto possiede un'azienda vinicola in Portogallo e sembra essere praticamente inavvicinabile, anche grazie ai contatti che tiene con Kiley, un poliziotto colluso con la mafia. Per far uscire allo scoperto l'uomo, Ray rapisce la figlia di questi, Tania. Ma Ray inaspettatamente si innamora di Tania, e questo complicherà notevolmente il suo piano e per questo che viene ucciso.

## Distribuzione
Venne distribuito in Spagna nel 1972, in Francia nel 1974 ed in Italia nel 1975.